# Raión de Sokyriany
Raión de Sokyriany (en ucraniano: Сокирянський район) es un antiguo raión o distrito de Ucrania en el óblast de Chernivtsi. 
Comprende una superficie de 661 km².
La capital fue la ciudad de Sokyriany.

## Demografía
Según estimación 2010 contaba con una población total de 48000 habitantes.

## Otros datos
El código KOATUU era 7324000000. El código postal 60200 y el prefijo telefónico +380 3739.